# Fourierserie

En fyrkantsvåg approximerad med ett ökande antal fourierkomponenter; observera beteendet vid diskontinuiteterna.

Fourierserier (svenskt uttal /fʊrɪˈjeː/, efter Jean Baptiste Joseph Fourier) är en variant av Fouriertransformen för funktioner som bara är definierade för ett intervall av längden {\displaystyle T}, eller som är periodiska med periodiciteten {\displaystyle T}. Varje kontinuerlig periodisk funktion kan skrivas som summan av ett antal sinusfunktioner med varierande amplitud där varje sinusfunktion har en frekvens som är en heltalsmultipel av den lägsta frekvensen i den periodiska funktionen, 1/T (grundtonen).
Fourierutvecklingen av en funktion {\displaystyle f} med perioden 2π kan definieras som 
{\displaystyle f(x)={\frac {a_{0}}{2}}+\sum _{n=1}^{\infty }(a_{n}\cos(nx)+b_{n}\sin(nx))}, där
{\displaystyle \left\{{\begin{array}{c}a_{n}={\frac {1}{\pi }}\int _{-\pi }^{\pi }f(x)\cos(nx)dx\\b_{n}={\frac {1}{\pi }}\int _{-\pi }^{\pi }f(x)\sin(nx)dx\end{array}}\right.}
Inte alla periodiska funktioner kan skrivas som en Fourierserie där serien konvergerar punktvis. Ett tillräckligt villkor är t.ex. att {\displaystyle f} är styckvis deriverbar.
Mer allmänt kan Fourierutvecklingen av en vektor {\displaystyle {\bar {x}}} relativt en ortonormerad bas {\displaystyle \{e_{i}\}_{i=0}^{n-1}} i ett Hilbertrum definieras som 
{\displaystyle {\bar {x}}=\sum _{i=0}^{n-1}\langle {\bar {x}},e_{i}\rangle e_{i}}, för någon inre produkt {\displaystyle \langle \cdot ,\cdot \rangle }.

## Tidskontinuerlig Fourierserie

### Komplex form
Fourierserien för en reell- eller komplexvärd tidsbegränsad funktion {\displaystyle f(t),t\in \{\mathbb {R} ,t_{0}\leq t\leq t_{0}+T\}}, eller för en reell- eller komplexvärd periodisk funktion {\displaystyle f(t)} med periodiciteten {\displaystyle T}, definieras som:
{\displaystyle f(t)=\sum _{n=-\infty }^{\infty }c_{n}e^{i2\pi nt/T}}
där
{\displaystyle c_{n}={\frac {1}{T}}\int _{t_{0}}^{t_{0}+T}f(t)e^{-i2\pi nt/T}\,dt\quad (n\in \mathbb {Z} )}
Basfunktionerna är:
{\displaystyle \Phi _{n}(t)=e^{i2\pi nt/T}}
De är ortogonala:
{\displaystyle \left\langle \Phi _{n}(t),\Phi _{m}(t)\right\rangle ={\frac {1}{T}}\int _{t_{0}}^{t_{0}+T}\Phi _{n}(t)\Phi _{m}^{*}(t)\,dt}
{\displaystyle ={\frac {1}{T}}\int _{t_{0}}^{t_{0}+T}e^{i2\pi nt/T}e^{-i2\pi mt/T}\,dt={\begin{cases}1,&{\mbox{om }}n=m\\0,&{\mbox{annars}}\end{cases}}}

### Reell form

Approximation av ev fyrkantsvåg (svart kurva) med fourierserien på reell form, tillsammans med basfunktionerna multiplicerade med sina respektive koefficienter (färgade kurvor)

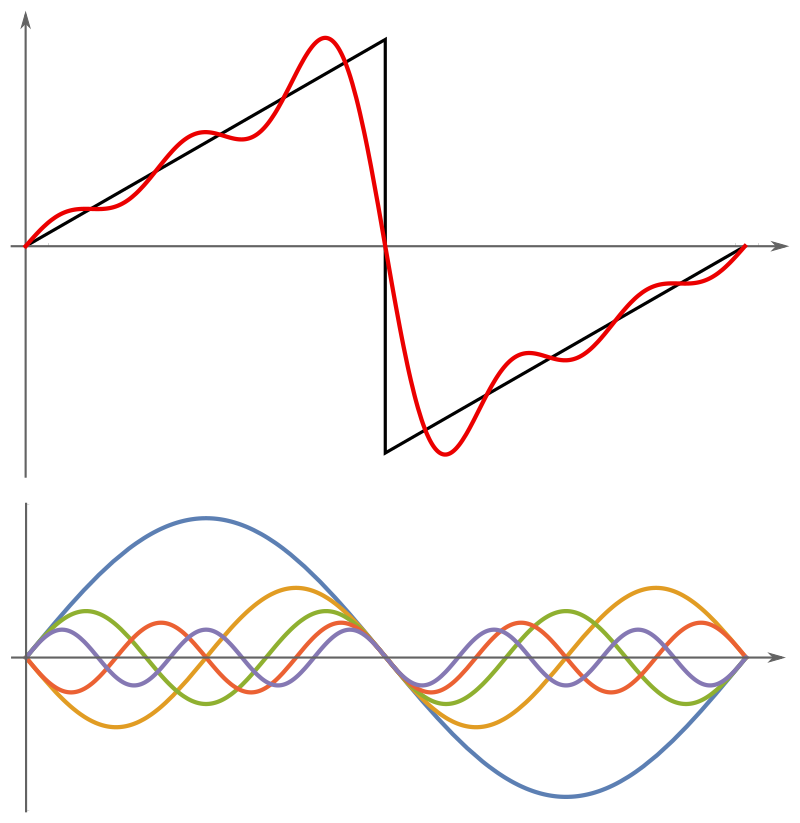
Approximation av en sågtandskurva (övre) med fourierserien på reell form, tillsammans med basfunktionerna multiplicerade med sina respektive koefficienter (undre)

Den reella formen består, till skillnad från den komplexa, av sinus- och cosinuskurvor och kallas därför reell eftersom dessa funktioner är reellvärda.

#### Motivation
Den komplexa formen kan vara svår att visualisera och är därmed svårbegriplig, eftersom baskurvorna är komplexvärda och kretsar kring t-axeln. Att använda sig av komplexvärda funktioner kan tyckas onödigt, då det oftast är känt att summan är reellvärd.

#### Härledning
Utgå från den komplexa fourierserien
{\displaystyle f(t)\sim \sum _{n=-\infty }^{\infty }c_{n}e^{i2\pi nt/T}=\sum _{n=-\infty }^{\infty }c_{n}e^{in\Omega t},\ \Omega =2\pi /T}
och omformulera den med hjälp av Eulers formel:
{\displaystyle f(t)\sim \sum _{n=-\infty }^{\infty }c_{n}(\cos(n\Omega t)+i\sin(n\Omega t))}
{\displaystyle {\begin{array}{rcc}=c_{0}\ +\ \sum _{n=1}^{\infty }(c_{-n}&\!\!\!(\cos(-n\Omega t)+i\sin(-n\Omega t))&\\+\ c_{n}&\!\!\!(\cos(+n\Omega t)+i\sin(+n\Omega t))&\!\!\!)\end{array}}}
{\displaystyle =c_{0}\ +\ \sum _{n=1}^{\infty }(c_{n}+c_{-n})\cos(n\Omega t)+i(c_{n}-c_{-n})\sin(n\Omega t)}
{\displaystyle ={\frac {a_{0}}{2}}\ +\ \sum _{n=1}^{\infty }a_{n}\cos(n\Omega t)+b_{n}\sin(n\Omega t)}
där
{\displaystyle {\begin{array}{crl}a_{n}=&c_{n}+c_{-n}=\displaystyle {\frac {2}{T}}\int _{0}^{T}f(t)\cos(n\Omega t)dt,&n=0,1,2,...\\\\b_{n}=&i(c_{n}-c_{-n})=\displaystyle {\frac {2}{T}}\int _{0}^{T}f(t)\sin(n\Omega t)dt,&n=1,2,...\end{array}}}
Om alla sinuskoefficienter (b1, b2, ...) är 0 är kurvan jämn, eftersom de enda kvarvarande termerna är cosinustermer, vilka är jämna. Detta motsvaras av att serien av fourierkoefficienter är jämn (c-n = cn). Om däremot alla cosinuskoefficienter (a0, a1, ...) är noll, så vet man att funktionen är udda. Detta motsvaras av att serien av fourierkoefficienter är udda (c-n = -cn).

## Tidsdiskret Fourierserie

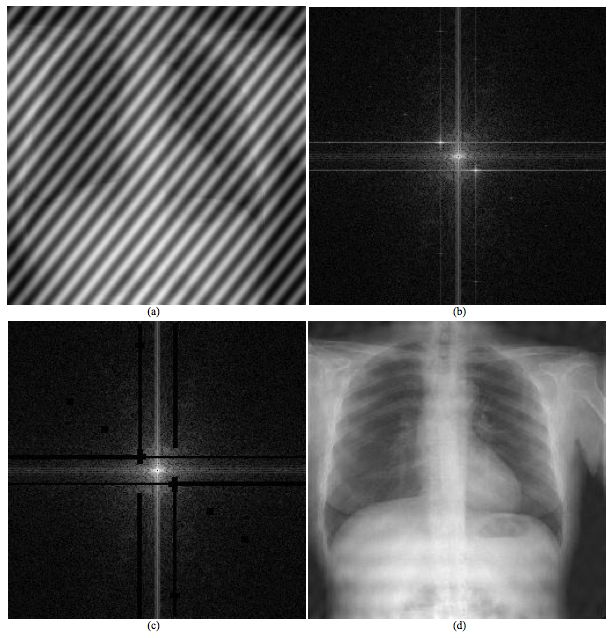
I bilden har man använt en tvådimensionell diskret fourierserie av en röntgenbild, för att filtrera bort vissa frekvenser och på så sätt ta bort en viss form av periodisk störning.

Tidsdiskreta fourierserier används ofta i viss mjukvara, då man oftast bara har tillgång till ett begränsat antal samplingar. Oftast används de för komprimering eller behandling av digitala ljud eller bilder.
Fouriertransformen för en reell- eller komplexvärd funktion {\displaystyle f(n),n\in \{\mathbb {Z} ,0\leq n\leq N-1\}}, definieras som:
{\displaystyle f(n)=\sum _{k=0}^{N-1}c_{k}e^{i2\pi kn/N}}
där
{\displaystyle c_{k}={\frac {1}{N}}\sum _{n=0}^{N-1}f(n)e^{-i2\pi kn/N}\quad (k\in \mathbb {Z} )}
Basfunktionerna är:
{\displaystyle \Phi _{k}(n)=e^{i2\pi kn/N}}
De är ortogonala:
{\displaystyle \left\langle \Phi _{k}(n),\Phi _{l}(n)\right\rangle ={\frac {1}{N}}\sum _{n=0}^{N-1}\Phi _{k}(n)\Phi _{l}^{*}(n)}
{\displaystyle ={\frac {1}{N}}\sum _{n=0}^{N-1}e^{i2\pi kn/N}e^{-i2\pi ln/N}={\begin{cases}1,&{\mbox{om }}k=l\\0,&{\mbox{annars}}\end{cases}}}
Den tidsdiskreta Fourierserien kräver i allmänhet {\displaystyle N^{2}} komplexa multiplikationer. Algoritmer för att beräkna den betydligt snabbare går under namnet Snabb fouriertransform, vilka kräver i storleksordningen {\displaystyle N\log N} komplexa multiplikationer men ställer krav på N som ofta ska primtalsfaktoriseras på ett visst sätt (de flesta implementationer av FFT stödjer bara N som är exponenter av två, d.v.s. {\displaystyle N=2^{n},\ n\in \mathbb {N} ,} även om det finns de implementationer som är mer flexibla).